# Савай-Мадхопур
Савай-Мадхопур (англ. Sawai Madhopur, хинди सवाई माधोपुर) — город в северо-западной части Индии, в штате Раджастхан, административный центр округа Савай-Мадхопур.

## География
Город находится в восточной части Раджастхана, к югу от реки Банас, к западу от Национального парка Рантхамбор. Абсолютная высота — 343 метра над уровнем моря.
Савай-Мадхопур расположен на расстоянии приблизительно 95 километров к юго-востоку от Джайпура, административного центра штата и на расстоянии 290 километров к юго-юго-западу (SSW) от Нью-Дели, столицы страны. Ближайший гражданский аэропорт расположен в городе Кота.

## Демография
По данным официальной переписи 2011 года, население составляло 120 998 человек, из которых мужчины составляли 52,3 %, женщины — соответственно 47,7 % . Уровень грамотности населения составлял 70,6 %.

Динамика численности населения города по годам:
| 1991   | 2001   | 2011    |
| ------ | ------ | ------- |
| 72 165 | 97 493 | 120 998 |

## Экономика
Город получил известность как центр культивирования гуавы.